# کریتن هالی
کریتن هالی (انگلیسی: Creighton Hale؛ ‏ ۲۴ مهٔ ۱۸۸۲ – ۹ اوت ۱۹۶۵) بازیگر اهل ایرلند بود.
از فیلم‌هایی که وی در آن نقش داشته‌است، می‌توان به کودکی برای فروش، متأهل یک‌ساعته، مخاطرات پائولین، سانست بلوار، لکه ننگ، چرا دخترها جواب رد می‌دهند، بکی شارپ، تعطیلات، نوت راکنی آمریکایی، آیا لازم است مردان پیاده به منزل بروند؟ و زنی با موهای شرابی بلوند اشاره کرد.